# RTBF
Radio-Télévision Belge de la Communauté Française (RTBF) è l'emittente di teleradiodiffusione pubblica vallona del Belgio, che si affianca all'altra emittente belga di lingua olandese, la VRT, operante nella zona settentrionale del paese e si affianca ad un'altra emittente belga di lingua tedesca la BRF (sede a Eupen) operante nella zona orientale del paese.
RTBF gestisce 3 canali televisivi (La Une, Tipik e La Trois) e sei stazioni radiofoniche (La Première, RTBF International, VivaCité, Musiq3, Classic 21 e Tipik).
Dal 1950 è membro dell'Unione europea di radiodiffusione.

## Storia

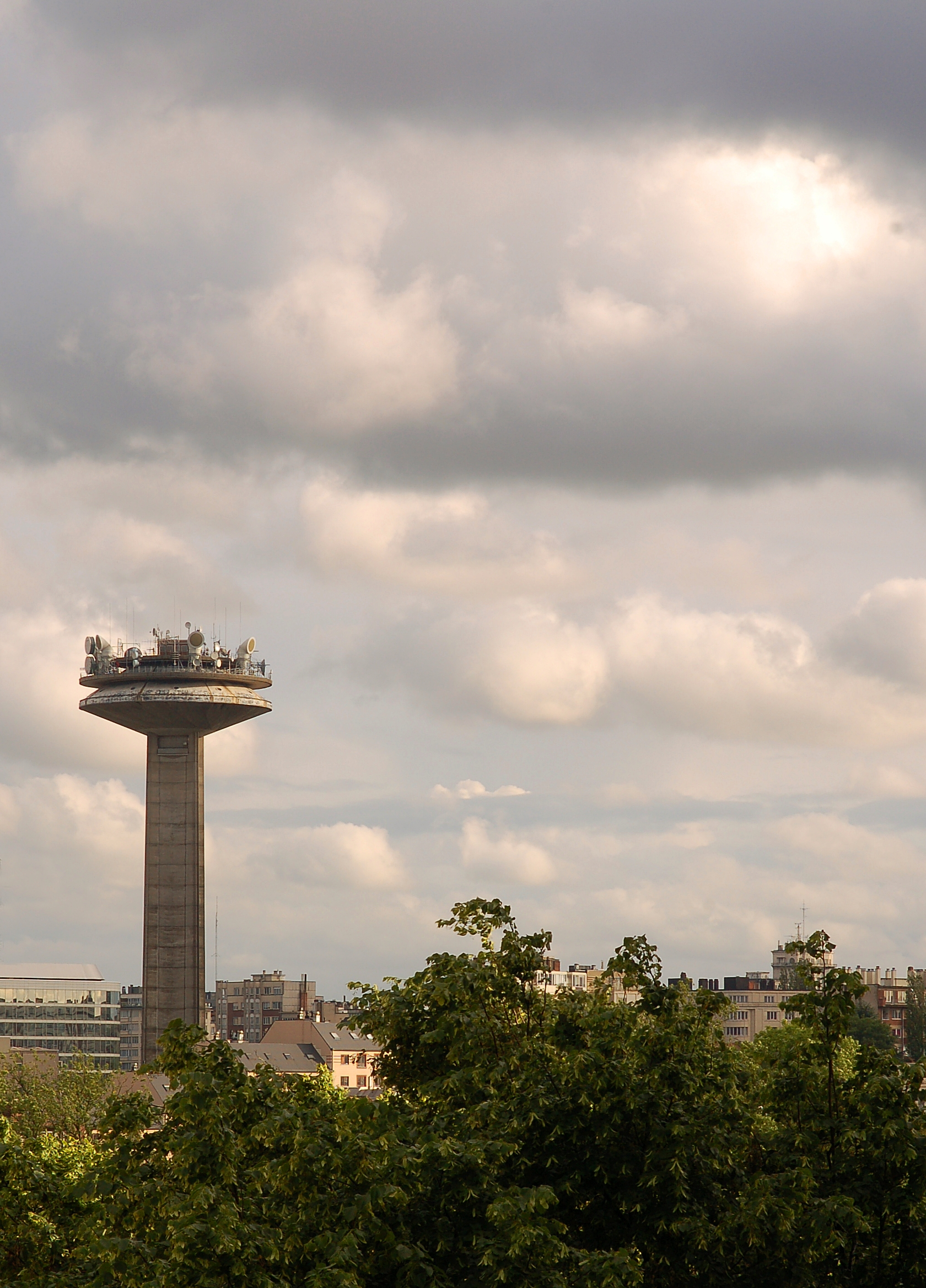
La torre di comunicazione nella sede centrale di RTBF a Bruxelles.

Originariamente denominata INR – Institut national belge de radiodiffusion (in olandese NIR – Belgisch Nationaal Instituut voor Radio-omroep), fu fondata per legge come servizio radiofonico il 18 giugno 1930. Il 14 giugno 1940, a seguito dell'invasione del Belgio da parte della Germania, l'INR fu costretta a cessare le trasmissioni. Le truppe occupanti tedesche, dopo essersi impadronite dell'azienda, le cambiarono nome in Radio Bruxelles. Alcuni uomini del personale dell'INR riuscirono a trasferirsi negli studi della BBC a Londra, dai quali trasmisero programmi sotto il nome di Radio Belgique / Radio België, per conto dell'Office de Radiodiffusion Nationale Belge (RNB), fondato dal Ministero dell'Informazione del governo belga in esilio.
Alla fine della Seconda guerra mondiale, l'INR e la RNB coesistettero fino al 14 settembre 1945, quando un decreto regio ristabilì la funzione di servizio pubblico dell'INR. Nel 1950 l'INR fu una delle 23 aziende radiotelevisive fondatrici dell'Unione europea di radiodiffusione. Nel 1953 iniziarono le regolari trasmissioni televisive da Bruxelles, con 2 ore di programmi al giorno. Nel 1960 l'INR mutò nome in RTB (Radio-Télévision Belge), mentre nel 1967 la sua sede venne trasferita nell'edificio Reyers. La prima trasmissione a colori, Le Jardin Extraordinaire (un programma di giardinaggio), fu effettuata nel 1971, seguita due anni più tardi dal telegiornale a colori.
Nel 1977, a seguito del federalismo belga e della creazione di comunità linguistiche autonome, la sezione francofona di RTB divenne RTBF (Radio-Télévision Belge de la Communauté française) e fu creato un secondo canale televisivo, RTbis, che nel 1979 cambiò nome in "Télé 2". Nel 1984, assieme ai canali francesi TF1, Antenne 2, FR 3 e SSR, RTBF diede vita al canale europeo in lingua francese TV5. Il 21 marzo 1988 Télé 2 divenne Télé 21, mentre il 27 settembre 1989 fu creata un'azienda sussidiaria di RTBF, Canal Plus TVCF, che nel maggio 1995 divenne "Canal Plus Belgique". Nel 1993 Télé 21 fu sostituito da Arte/21 e Sport 21.
Nel gennaio 2010, RTBF ha cambiato nome in RTBF.be: la nuova denominazione intende sottolineare l'importanza delle nuove tecnologie di comunicazione che hanno affiancato quelle tradizionali, in particolare Internet (come si denota dall'aggiunta del suffisso ".be").